# Lechainá
Lechainá är en kommunhuvudort i Grekland.   Den ligger i prefekturen Nomós Ileías och regionen Västra Grekland, i den sydvästra delen av landet, 210 km väster om huvudstaden Aten. Lechainá ligger 4 meter över havet och antalet invånare är 3 714.
Terrängen runt Lechainá är platt. Havet är nära Lechainá åt nordväst. Runt Lechainá är det ganska tätbefolkat, med 120 invånare per kvadratkilometer. Närmaste större samhälle är Amaliáda, 16,5 km söder om Lechainá. Trakten runt Lechainá består till största delen av jordbruksmark.